# Séduction (film, 1929)
Pour les articles homonymes, voir Erotikon.
Pour le film italien sorti en 1973, voir Séduction (film).

Séduction (titre original : Erotikon) est un film tchécoslovaque muet réalisé par Gustav Machatý, sorti le 27 février 1929.

## Synopsis
À la suite d'un violent orage, un étranger se retrouve une nuit entière aux côtés d'une jeune femme naïve, Andrea, la fille d'un cheminot. Mais l’homme, sans scrupules, l’abandonne à son sort au petit matin en la laissant enceinte. Désespérée, elle rencontre un autre homme au cours d’une nuit dramatique qu’elle finira par épouser. Au moment où elle se croyait heureuse, elle se retrouve par hasard face à son premier amant...

## Fiche technique
- Titre original : Erotikon
- Titre français : Séduction (version sonorisée en 1930 par Marguerite Viel)
- Réalisation : Gustav Machatý

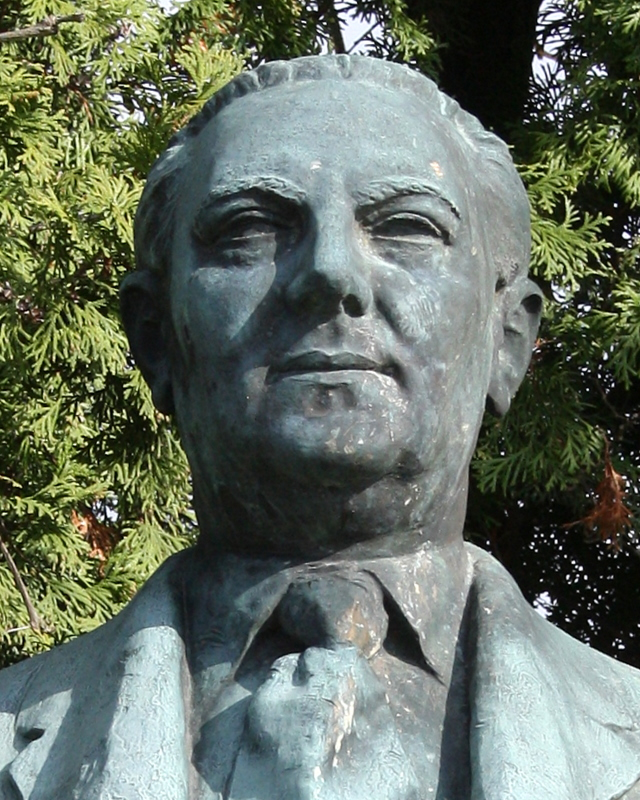
Buste de Vítězslav Nezval co-scénariste du film

- Buste de Vítězslav Nezval co-scénariste du filmScénario : Gustav Machaty, Vítězslav Nezval
- Photographie : Václav Vích
- Musique : Jan Klusák[1]
- Pays d'origine :  Tchécoslovaquie
- Format : Noir et blanc - 1,37:1 - 35 mm (Sphérique) - Muet
- Durée : 85 minutes
- Dates de sortie : 
  -  Tchécoslovaquie : 27 février 1929

## Distribution
- Karel Schleichert : Le cheminot
- Ita Rina : Andrea
- Olaf Fjord : George Sydney
- Theodor Pištěk : Hilbert
- Charlotte Susa : Gilda
- Luigi Serventi : Jean

## Autour du film
Le scénario de ce film peut s'avérer superficiel d'un point de vue contemporain voire naïf. Il s'agit de l'histoire d'amour tourmentée de George (interprété par Olaf Fjord) et ses amantes ; étonnement, les scènes d'amour y sont montrées d'une manière très particulière avec des gros plan sur le visage des acteurs et un travail de lumière qui rappellent les films de Jean Epstein. Il s'agit ainsi d'une manière inédite de suggérer l'érotisme sans le dévoiler, s'en prenant ainsi aux mœurs et tabous de l'époque, offrant d'autre part au spectateur une vision esthétique avant-gardiste de l'intimité amoureuse au cinéma.